# 火山の一覧 (日本)
火山の一覧（かざんのいちらん）は、日本にある主な第四紀火山のリストである。太字は活火山で、活動ランクを（A）（B）（C）（N/A） = ランク外で記載してある。
北方領土（国後、択捉のみ。ランク外）11山を含む111山。
但し、気象庁では「今後の噴火の可能性や社会的な影響が考慮されていない」としてABCのランク分けを利用していない。
ランクA、B、C の火山などの47火山は、常時観測火山に指定され、気象庁などの機関により常時観測態勢が整備されている。

## ランクAの火山（13山）
- 8  十勝岳 北海道
- 10  樽前山 北海道
- 13  有珠山 北海道
- 16  北海道駒ヶ岳 北海道
- 43  浅間山 群馬県・長野県
- 56  伊豆大島 東京都
- 60  三宅島 東京都
- 66  伊豆鳥島 東京都
- 82   阿蘇山  熊本県
- 83  雲仙岳 長崎県
- 88  桜島 鹿児島県
- 91  硫黄島 鹿児島県
- 95  諏訪之瀬島 鹿児島県
- その他

- ランクBの火山  37火山
- ランクCの火山  38火山
- ランク分け対象外の火山 (データ不足) 23火山

## 北海道
- 知床岳
- 知床硫黄山 （B）知床半島にある高純度の融解硫黄を噴出させた活火山。
- 羅臼岳（B） 知床半島にある溶岩円頂丘を持つ活火山。
- 天頂山
- 知西別岳
- 遠音別岳
- 海別岳
- 斜里岳
- 武佐岳
- サマッケヌプリ山
- 摩周湖（B）
- アトサヌプリ（C）
- 屈斜路カルデラ
- 雄阿寒岳
- 雌阿寒岳（B）：時々噴火し入山禁止になる。
- 丸山（C）
- ニペソツ山
- 然別火山群
- 美羅尾山
- 大雪山（C）：3万年前御鉢平カルデラを形成する大噴火が起こり、層雲峡を形作る溶結凝灰岩を噴出し、その厚さは200mに達した。その後、旭岳等が形成された。
- ニセイカウシュッペ山
- 忠別岳
- トムラウシ山
- 十勝えぼし火山群
- 十勝三股カルデラ
- 十勝岳（A）：大雪山系の南縁に存在する活火山。1926年の噴火では大規模な融雪型火山泥流が発生した。
- 利尻山（C）：登山の好きな天皇徳仁も登った山。
- クマネシリ岳
- 椎常呂山
- 赤井川カルデラ
- ホロホロ山・徳舜瞥山
- オロフレ山・来馬岳
- 恵庭岳（C）
- 風不死岳
- 樽前山（A）
- 支笏カルデラ
- 札幌岳
- 空沼岳
- 倶多楽（C）
- 洞爺カルデラ
- 有珠山（A）：約30年周期で噴火している火山。明治新山、昭和新山、1970年代に噴火があり、平成においても噴火している。
- 尻別岳
- 羊蹄山（C）
- ニセコアンヌプリ（C）
- 雷電山
- 狩場山
- 濁川カルデラ
- 北海道駒ヶ岳（A）（江差駒ケ岳）約100年前に大噴火した
- 泣面山
- 恵山丸山
- 恵山（B）
- 銭亀
- 函館山
- 勝潤山
- 渡島大島（B）
- 渡島小島
- 後志海山

### 北方領土

#### 択捉島
- 神威岳：択捉島東端にある。標高1,322m
- 茂世路岳（N/A）：標高1,124m 数万年前にカルデラ形成。1958年噴火
- 散布山（N/A）：択捉島大岬にある活火山。標高1,587m
- 指臼岳（N/A）：さしうすやま 標高1,125m
- 小田萌山（N/A）：おだもいやま 標高1,208m 噴火記録はない。
- 焼山（N/A）：標高1,158m 小田萌山
- 単冠山（西単冠山）
- 阿登佐岳（N/A）：あとさぬぶり 標高1,206m
- ベルタルベ山（N/A）：択捉島西端にある活火山

#### 国後島
- ルルイ岳（N/A）
- 爺爺岳（N/A）：国後島東部にある活火山。1,822mあり、国後島で最も高い。
- 羅臼山（N/A）：国後島中西部にある活火山。知床半島には羅臼岳という似た名称がある
- 泊山（N/A）：国後島西端にある活火山

## 東北地方
- 陸奥燧岳
- 恐山（C）
- 岩木山（B）
- 八甲田山（C）
- 沖浦カルデラ
- 十和田カルデラ（B）：915年の噴火は、最近2000年間の国内最大の噴火。
- 田代岳
- 藤里駒ヶ岳
- 森吉山
- 寒風山
- 目潟
- 七時雨山
- 八幡平（C）
- 秋田焼山（B）
- 岩手山（B）
- 乳頭山
- 秋田駒ヶ岳（B）
- 焼石岳
- 小比内山
- 高松岳
- 栗駒山（B）
- 鬼首カルデラ
- 向町カルデラ
- 鳴子火山群（C）
- 鳥海山（B）
- 肘折カルデラ（C）：約1万2千年前に噴火。2003年に活火山となる
- 月山
- 船形山
- 白鷹山
- 神室山
- 大東岳
- 雁戸山
- 麻布山
- 蔵王山（B）
- 吾妻山（B）
- 安達太良山（B）
- 磐梯山（B）
- 猫魔ヶ岳
- 砂子原カルデラ
- 沼沢湖（C）
- 浅草岳
- 守門岳
- 二岐山
- 燧ケ岳（C）
- 会津布引山

## 関東・中部地方
- 那須岳（B）
- 高原山（C）
- 女峰山
- 大真名子山
- 太郎山
- 男体山
- 日光白根山（C）
- 沼上山
- 鬼怒沼
- 武尊山
- 袈裟丸山
- 皇海山
- 赤城山（C）
- 小野子山
- 子持山
- 榛名山（B）
- 飯士山
- 苗場山
- 鳥甲山
- 高社山
- 斑尾山
- 新潟焼山（B）
- 妙高山（C）
- 黒姫山
- 飯縄山
- 髻山
- 志賀火山群
- 草津白根山（B）
- 御飯岳
- 四阿山
- 皆神山
- 烏帽子山
- 浅間山（A）：短期間で噴火を繰り返す活発な活火山
- 美ヶ原
- 霧ヶ峰
- 北横岳（C）（北八ヶ岳）
- 南八ヶ岳
- 茅ヶ岳
- 黒富士
- 富士山（B）：日本の最高峰にして代表的な成層火山
- 愛鷹山
- 箱根山（B）
- 駒ヶ岳
- 金時山
- 伊豆東部火山群（B）
- 白馬乗鞍岳
- 立山火山（C）：活火山ではない立山3山との混同を避けるため、気象庁では「弥陀ヶ原」とされる。
- 鷲羽岳：鷲羽岳そのものは火山ではない
- 焼岳（B）
- アカンダナ山（C）
- 乗鞍岳（C）
- 御嶽山（B）：2014年に噴火
- 白山（C）
- 戸室山

### 伊豆・小笠原諸島
- 伊豆大島（A）
- 大室ダシ
- 利島（C）
- 鵜渡根島
- 新島（B）
- 式根島
- 神津島（B）
- 三宅島（A）
- 大野原島
- 御蔵島（C）
- 藺灘波島
- 八丈島（C）
- 八丈小島
- 青ヶ島（C）
- 明神礁カルデラ
  - 明神礁（N/A）
  - ベヨネース列岩
- 須美寿島（N/A）
- 鳥島（A）：（気象庁サイトでは「伊豆鳥島」と記載）
- 孀婦岩（N/A）
- 西之島（B）：2013年11月新島確認、2015年3月現在活動中。
- 海形海山（N/A）
- 海徳海山（N/A）
- 噴火浅根（N/A）：（北硫黄島）
- 硫黄島（B）
- 北福徳堆（N/A）
- 南硫黄島
- 福徳岡ノ場（N/A）
- 南日吉海山（N/A）
- 日光海山（N/A）

## 近畿地方
- 北但馬単成火山群
  - 神鍋火山群：神鍋山など
  - 玄武洞

## 中国地方
- 大根島
- 蒜山
- 角ヶ仙
- 大山 (鳥取県)
- 三瓶山（C）
- 大江高山
- 阿武火山群（C）
- 青野山火山群
  - 青野山
- 徳山金峰山
- 千石岳
- 四熊ヶ岳
- 六連島
- 隠岐諸島
- 女亀山（広島県）：2013年、産業技術総合研究所の火山の見直しにより追加

## 四国地方
- 四国地方に第四紀火山は無い

## 九州地方
- 黒瀬
- 姫島
- 両子山
- 鶴見岳・伽藍岳（B）
- 由布岳（C）
- 九重山（B）
- 猪牟田カルデラ
  - 高平山-水口山火山群
    - 水口山
    - 高平山
    - 実相寺山
    - 高崎山

  - 福万山-立石山火山群
    - 立石山
    - 福万山
    - 飛岳

  - 小鹿山-雨乞岳火山群
    - 雨乞岳
    - 城ヶ岳
    - 小鹿山

  - 野稲山-花牟礼山火山群
    - 花牟礼山
    - 野稲山
    - 崩平山
    - 鹿伏岳
- 万年山
- 阿蘇山（A）
- 金峰山
- 雲仙岳（A）
- 多良岳
- 福江火山群（C）
- 小値賀島
- 宇久島
- 霧島山（B）
- 加久藤カルデラ
- 小林カルデラ
- 米丸（C）
- 住吉池（C）
- 青敷
- 藺牟田
- 薩摩丸山
- 姶良カルデラ
  - 若尊（N/A）
  - 桜島（A）
- 南薩火山群
  - 西部
    - 野間岳
    - 陣ノ尾
    - 草野岳

  - 東部（指宿火山群）
    - 阿多カルデラ
      - 池田山川（C）
        - 池田湖
        - 松ヶ窪
        - 池底
        - 鰻池
        - 成川盆地
        - 山川湾

      - 開聞岳（C）

### 南西諸島
- 鬼界カルデラ
  - 薩摩硫黄島（A）
- 曽根島
- 口永良部島（B）：2014年8月3日、約34年ぶりに噴火。2015年5月29日爆発的噴火。
- 口之島（C）
- 中之島（B）
- 諏訪之瀬島（A）
- 平島
- 臥蛇島
- 小臥蛇島
- 黒島
- 悪石島
- 小宝島
- 横当島
- 第一奄美海丘
- 南奄西海丘
- 硫黄鳥島（B）
- 伊平屋海凹北部海丘
- 伊是名海穴
- 久場島
- 鳩間海丘
- 西表島北北東海底火山（N/A）
- 第四与那国海丘

## 西暦1700年以降の主な人的被害
- 所在地の列は都道府県順ソート。
- 火山の列は50音順ソート。

| 年月日                                | 所在地         | 火山           | 死者数               | 主死因原因                                     | 備考                                                                                               |
| ------------------------------------- | -------------- | -------------- | -------------------- | ---------------------------------------------- | -------------------------------------------------------------------------------------------------- |
| 1721年 (享保6年) 6月22日              | 群馬・長野県境 | 浅間山         | 15名                 | 噴石                                           | |
| 1741年 (寛保元年) 8月29日             | 北海道         | 渡島大島       | 1467名               | 岩屑なだれによる津波                           | →詳細は「 寛保津波 」を参照                                                                        |
| 1764年 (明和元年) 7月                 | 北海道         | 恵山           | 多数                 | 噴気                                           | |
| 1779年 (安永8年) 11月8日              | 鹿児島県       | 桜島           | 150余名              | 噴石                                           | →詳細は「 安永大噴火 」を参照                                                                      |
| 1781年 (天明元年) 4月11日             | 鹿児島県       | 桜島           | 8名                  | 海底噴火による津波                             | 行方不明7名                                                                                        |
| 1783年 (天明3年) 8月5日               | 群馬・長野県境 | 浅間山         | 1151名               | 火砕流、ラハール、吾妻川・利根川の洪水         | →詳細は「 天明大噴火 」を参照                                                                      |
| 1785年 (天明5年) 4月18日              | 伊豆諸島       | 青ヶ島         | 130～140名           | 降下火砕物                                     | 当時327人の居住者のうち130～140名が死亡と推定され、残りは八丈島に避難                              |
| 1792年 (寛政4年) 5月21日              | 長崎県         | 雲仙岳         | 約15000名            | 地震及び眉山の山体崩壊による岩屑なだれ及び津波 | →詳細は「 島原大変肥後迷惑 」を参照                                                                |
| 1822年 (文政5年) 3月23日              | 北海道         | 有珠山         | 103名                | 火砕流（Block and ash flow）                   | |
| 1841年 (天保12年) 5月23日             | 鹿児島県       | 口永良部島     | 多数                 | 降下火砕物による村落焼亡                       | |
| 1856年 (安政3年) 9月25日              | 北海道         | 北海道駒ヶ岳   | 19～27名             | 噴石、火砕流                                   | |
| 1888年 (明治21年) 7月15日             | 福島県         | 磐梯山         | 461名 （477名とも）  | 岩屑なだれによる村落埋没                       | →詳細は「 1888年の磐梯山噴火 」を参照                                                              |
| 1900年 (明治33年) 7月17日             | 福島県         | 安達太良山     | 72名                 | 火口の硫黄採掘所全壊                           | |
| 1902年 (明治35年) 8月上旬(7日～9日頃) | 伊豆諸島       | 伊豆鳥島       | 125名                | 水蒸気噴火及びマール形成                       | 島民125人全員死亡。                                                                                |
| 1914年 (大正3年) 1月12日              | 鹿児島県       | 桜島           | 58～59名             | 降下火砕物・火砕流・地震                       | →詳細は「 大正大噴火 」を参照                                                                      |
| 1926年 (大正15年) 5月24日             | 北海道         | 十勝岳         | 144名 （不明を含む） | 融雪型火山泥流（ラハール）                     | →詳細は「 1926年の十勝岳噴火 」を参照                                                              |
| 1940年 (昭和15年) 7月12日             | 伊豆諸島       | 三宅島         | 11名                 | 火山弾など                                     | |
| 1952年 (昭和27年) 9月24日             | 伊豆諸島       | ベヨネース列岩 | 31名                 |                                                | 海底噴火（明神礁）。海上保安庁観測船「第五海洋丸」が遭難し搭乗者全員殉職。                         |
| 1958年 (昭和33年) 6月24日             | 熊本県         | 阿蘇山         | 12名                 | 噴石                                           | |
| 1991年 (平成3年) 6月3日               | 長崎県         | 雲仙普賢岳     | 43名 （不明を含む）  | 火砕流（Block and ash flow）                   | 警戒区域内の報道陣と消防団員、警察官、火山学者らが被災。詳細は雲仙岳#1991年6月3日の火砕流参照。    |
| 2014年 (平成26年) 9月27日             | 長野・岐阜県境 | 御嶽山         | 63名（不明を含む）   | 噴石                                           | 紅葉シーズン＋休日＋晴天＋昼食時＋一般客の登山という悪条件での爆発。詳細は2014年の御嶽山噴火参照。 |

## 過去100年の主な噴火
| 火山名                                                                        | 所在地     | 噴火年        | 噴出量    | 噴出量      |
| 火山名                                                                        | 所在地     | 噴火年        | 体積      | 重量        |
| ----------------------------------------------------------------------------- | ---------- | ------------- | --------- | ----------- |
| 西之島新島                                                                    | 小笠原諸島 | 2014年-2015年 | 01.6億m3  | 04億トン    |
| 霧島新燃岳                                                                    | 鹿児島県   | 2011年        | 00.17億m3 | 00.43億トン |
| 雲仙普賢岳                                                                    | 長崎県     | 1990年-1995年 | 02.40億m3 | 06.0億トン  |
| 伊豆大島                                                                      | 伊豆諸島   | 1986年        | 00.29億m3 | 00.73億トン |
| 三宅島                                                                        | 伊豆諸島   | 1983年        | 00.12億m3 | 00.30億トン |
| 有珠山                                                                        | 北海道     | 1977年        | 00.40億m3 | 01.0億トン  |
| 西之島                                                                        | 小笠原諸島 | 1973年-1974年 | 00.17億m3 | 00.43億トン |
| 三宅島                                                                        | 伊豆諸島   | 1962年        | 00.07億m3 | 00.2億トン  |
| 伊豆大島                                                                      | 伊豆諸島   | 1950年-1951年 | 00.24億m3 | 00.6億トン  |
| 桜島                                                                          | 鹿児島県   | 1946年        | 01.00億m3 | 02.5億トン  |
| 薩摩硫黄島                                                                    | 鹿児島県   | 1934年-1935年 | 02.60億m3 | 06.5億トン  |
| 北海道駒ケ岳                                                                  | 北海道     | 1929年        | 01.40億m3 | 03.5億トン  |
| 出典：西之島周辺の海底調査データの解析結果について 平成27年10月20日海上保安庁 |            |               |           |             |